# Tramway de Novotcherkassk
Le tramway de Novotcherkasskl est le réseau de tramways de la ville de Novotcherkassk, en Russie. Le réseau est composé de quatre lignes. Il a été officiellement mis en service le 22 janvier 1954.